# Alois Schwarzhuber
Alois Martin Schwarzhuber (ur. 21 czerwca 1906, zm. ?) – SS-Hauptsturmführer, członek niemieckiej organizacji Lebensborn, w 1940 był kierownikiem Referatu III (inspekcja obozów) w Centrali Przesiedleńczej w Łodzi.

## Życiorys
Nr SS: 10 216, nr NSDAP: 89 559. 15 września 1935 awansowany na Untersturmführera, w 1937 Obersturmführera, w kolejnym 1938 – Hauptsturmführera.

## Odznaczenia
- Złota odznaka NSDAP
- Honorowy pierścień SS